# Emanuel Biancucchi
Emanuel Adrian Biancucchi Cuccitini, mais conhecido como Emanuel Biancucchi (Rosário, 28 de julho de 1988), é um ex futebolista argentino com ascendência italiana e naturalizado paraguaio que atuava como meia. Seu último clube foi o Tacuary do Paraguai.

## Biografia
Emanuel é filho de Marcela Cuccittini de Biancucchi, e irmão do ex-jogador de futebol Maxi Biancucchi.
É primo em primeiro grau de Lionel Messi. Celia María Cuccittini, mãe do craque ex-Barcelona, é irmã da mãe de Emanuel, que também é a madrinha de Leo.

## Carreira no futebol

### Bahia
No dia 09 de janeiro de 2014, o meia-atacante foi anunciado oficialmente como novo reforço no Bahia, juntamente com o seu irmão Maxi Biancucchi que jogava no rival, o Vitória.
Em 13 de janeiro de 2014, foi apresentado oficialmente pelo Esquadrão de Aço e recebeu oficialmente a camisa de número 17.
No dia 28 de setembro de 2014, Emanuel marcou os seus primeiros dois gols pelo Bahia, na vitória do Tricolor de Aço sobre o Flamengo por 2–1, em partida na Arena Fonte Nova válida pela disputa do Campeonato Brasileiro de 2014.

### Vasco da Gama
Foi contratado pelo Vasco da Gama em março de 2015, mas só podendo jogar na Copa do Brasil de 2015 e Campeonato Brasileiro de 2015, pois já tinha fechado o tempo de inscrição do Cariocão de 2015.

### Ceará
Em uma ação de marketing da diretoria do Ceará, o meia foi anunciado para os sócios torcedores do clube via SMS no dia 06 de Janeiro de 2016. Em maio de 2016, após eliminação no Estadual e na Copa do Nordeste, Emanuel Biancucchi foi dispensado com outros 6 jogadores.

## Títulos
Bahia
- Campeonato Baiano: 2014

Vila Nova
- Campeonato Brasileiro - Série C: 2020

Resende
- Taça Rio: 2022